# Nomada heiligbrodtii
Nomada heiligbrodtii är en biart som beskrevs av Cresson 1878. Nomada heiligbrodtii ingår i släktet gökbin, och familjen långtungebin. Inga underarter finns listade i Catalogue of Life.